# Contea di Jenkins
La contea di Jenkins (in inglese Jenkins County) è una contea dello Stato della Georgia, negli Stati Uniti. La popolazione al censimento del 2000 era di 8 575 abitanti. Il capoluogo di contea è Millen.